# 五月晴
五月晴（さつきばれ、五月晴れとも表記）とは、元々は6月（陰暦の5月）の梅雨時に見られる晴れ間のこと。

## 解説
「ごがつばれ」とは読まないが、最近では、五月晴れで、新暦5月の晴れの日を指す用例が、テレビや新聞雑誌で数多く見られる。
夏の季語にもなっている。